# Поезд идёт в Москву
«Поезд идёт в Москву» — советский детский короткометражный фильм 1938 года режиссёров Альберта Гендельштейна и Дмитрия Познанского.

## Сюжет
Павлик, как и другие школьники, мечтает стать настоящим героем: «Вся наша школа учится на героев», — говорит он деду. Он мечтает стать Чкаловым. На слова своего деда пожилого железнодорожника стать как и он путевым обходчиком, Павлик говорит, что это негероическая работа.
Ночью на самом опасном участке пути, где крутой уклон, вражеский диверсант отвинчивает гайки креплений рельса. Утром здесь должен пройти поезд в Москву. Обходчик пытается предупредить катастрофу, но на старика со спины нападает диверсант.
Павлик, идя в школу, видит разобранный путь и лежащего без сознания под откосом обходчика. Павлик понимает, что на уклоне остановить поезд будет уже невозможно. Он карабкается на высокую гору, времени остаётся все меньше и меньше, уже слышен шум приближающегося паровоза. Мальчик кубарем катится с высокой горы: иначе не успеть.
Размахивая пионерским галстуком, рискуя жизнью Павлик бежит навстречу поезду. Кажется, что вот-вот паровоз его раздавит. Но опытный машинист видит сигнал и успевает вовремя затормозить.
Павлик, спасший жизнь пассажирам, становится героем. А поезд идёт в Москву точно по расписанию, назло вражескому диверсанту.

## В ролях
- Владимир Тумаларьянц — Павлик
- Леня Мартынов — Васька
- Осип Абдулов — пассажир
- Алексей Грибов — машинист
- Виктор Кулаков - вражеский диверсант
- Михаил Трояновский — дед

## Критика
Современной фильму критикой и со временем киноведением картина оценивалась по-разному:

интересная киноновелла о советских детях-героях «Поезд идет в Москву», которая имела большой успех у юного зрителя и получила высокую оценку печати и критики.— Двадцать лет советской кинематографии: сборник статей. — М.: Госкиноиздат, 1940. — 170 с. — с. 134

Это слабый, наивный, бесхитростный фильм… Лента явно не стала победой советского детского кино, хотя периодическая пресса оценивала её высоко. Схематичность сценария, примитивная разработка детских характеров, сюсюканье, банальность режиссуры навсегда похоронили фильм на полках кинохранилищ. Только в отдельных деталях сегодня едва проглядываются попытки авторов преодолеть схему и вдохнуть в свое детище «душу живую».— В. Берман — Альберт Гендельштейн // 20 режиссёрских биографий. — М.: Искусство, 1978 — с. 408. — с. 27